# ルーベン・ソーン
ルーベン・ソーン（Reuben Thorne、1975年1月2日 - ）は、ニュージーランドのラグビー指導者。

## プロフィール
- ニュージーランド・クライストチャーチ出身。
- ポジションはロック(LO)、フランカー(FL)。
- 身長 192cm、体重 107kg
- ニュージーランド代表通算キャップ数は50でラグビーワールドカップ1999・ラグビーワールドカップ2003・ラグビーワールドカップ2007のニュージーランド代表に選ばれた[1]。
- ラグビーワールドカップ2003のニュージーランド代表主将を務めた[2]。

## 略歴
ニュープリマスボーイズ高校、リンカーン大学、カンタベリー、クルセイダーズを経て、2008年、ヤマハ発動機ジュビロに加入。同年9月7日に行われたジャパンラグビートップリーグ第2節のクボタスピアーズ戦にて先発出場で日本での公式戦初出場を果たす。
2010年、Honda HEATに加入。
2011年、Honda HEAT退団後、同年、クルセイダーズ復帰。
2012年、現役を引退してカンタベリーのコーチに就任。

## 受賞歴
- 2008-09トップリーグベスト15